# عاطف دي جونغ
عاطف دي جونغ (بالهولندية: Ate de Jong) (و. 1953  م) هو مخرج أفلام، وكاتب سيناريو، ومنتج أفلام هولندي، بدأ مشواره المهني سنة 1976.

## وصلات خارجية
- عاطف دي جونغ على موقع IMDb (الإنجليزية)
- عاطف دي جونغ على موقع ألو سيني (الفرنسية)
- عاطف دي جونغ على موقع أول موفي (الإنجليزية)
- عاطف دي جونغ على موقع قاعدة بيانات الأفلام السويدية (السويدية)
- عاطف دي جونغ على موقع قاعدة بيانات الفيلم (الإنجليزية)
- عاطف دي جونغ على موقع كينوبويسك (الروسية)